# 方清
方清，(？—766年)。歙州(今安徽歙县)人。一说苏州人，唐朝中期江南农民起义军首领。宝应元年（762年），在歙州率饥民起义。起义军迅速发展到数万人。次年，与江西义军陈庄部联合，屯兵秋浦(今安徽贵池)乌石山，连克县邑。永泰元年(765年)，攻克歙州，杀刺史庞濬。唐政府派袁傪、孙全绪等合围义军。大历元年(766年)在石埭(今安徽石台)牺牲。